# Serbisch-montenegrinische Fußballnationalmannschaft der Frauen
Die serbisch-montenegrinische Fußballnationalmannschaft der Frauen (1993 bis 2003 Fußballnationalmannschaft der Frauen der Bundesrepublik Jugoslawien bzw. Fußballnationalmannschaft der Frauen von Restjugoslawien) war die von 1993/94 bis 2006 bestehende Fußballauswahl des nachfolgenden Staatenbundes des 1992 untergegangenen Staates Jugoslawien. Im Mai 2006 löste sich Montenegro offiziell durch eine Unabhängigkeitserklärung nach einem Unabhängigkeitsreferendum aus dem Staatenbund Serbien und Montenegro.

## Geschichte
Nachdem die jugoslawische Fußballnationalmannschaft der Frauen 1992 das letzte Spiel in der EM-Qualifikation gegen Deutschland verloren hatte, wurde die Mannschaft wegen des Bürgerkriegs in Jugoslawien aus dem laufenden Wettbewerb ausgeschlossen. Es dauerte dann mehr als drei Jahre bis im damals noch zur Bundesrepublik Jugoslawien gehörenden Priština am 19. August 1995 wieder ein Länderspiel ausgetragen wurde. Gegen den Nachbarn Bulgarien wurde mit 3:2 gewonnen. Bis zum 23. August 2002 bestritt die Mannschaft als Bundesrepublik Jugoslawien 50 Länderspiele, konnte sich aber weder für eine Europa- noch Weltmeisterschaft oder die Olympischen Spiele qualifizieren. Ab 2003 bis 2006 folgten 20 Spiele als Serbien & Montenegro, wobei auch dieser Mannschaft kein Qualifikationserfolg gelang. Am 5. Mai 2007 fand das erste Länderspiel der serbischen Fußballnationalmannschaft der Frauen statt, am 13. März 2012 das erste Länderspiel der montenegrinischen Fußballnationalmannschaft der Frauen.

## Teilnahme an Fußball-Weltmeisterschaften
- 1995: Die Auswahl war wegen des Bürgerkrieges in Jugoslawien nicht zugelassen.
- 1999: Die Auswahl konnte sich für den Aufstieg in die Kategorie A qualifizieren.
- 2003: Die Auswahl konnte sich für den Aufstieg in die Kategorie A qualifizieren.

## Teilnahme an Fußball-Europameisterschaften
- 1995: Die Auswahl wurde wegen des Bürgerkriegs in Jugoslawien ausgeschlossen.
- 1997: Die Auswahl konnte sich nicht für den Aufstieg in die Kategorie A qualifizieren.
- 2001: Die Auswahl konnte sich nicht qualifizieren.
- 2005: Die Auswahl Serbien und Montenegros konnte sich nicht qualifizieren.

## Länderspiele gegen deutschsprachige Fußballnationalmannschaften
1. 27. September 1995 in Belgrad: 0:5 gegen die Schweiz (EM-Qualifikation)
2. 16. Juni 1996 in Solothurn: 1:1 gegen die Schweiz (EM-Qualifikation)
3. 17. Mai 2003 in Breitenbach: 0:1 gegen die Schweiz (EM-Qualifikation)
4. 29. September 2004 in Kruševac: 1:0 gegen die Schweiz (EM-Qualifikation)